# 橫河電機
横河电机有限公司（日语：横河電機株式会社）是日本的一家电机工程公司，主营测量、控制、信息领域。總部位於東京都武藏野市。

## 历史
1915年，建築工程博士橫河民輔與橫河一郎和青木申在東京澀谷成立電子儀表研究所。1917年，率先在日本生產和銷售電子儀表。1920，成立橫河電機製作所。1933年，開始研發和生產飛行器儀表和流量計、溫度和壓力控制器。
1983年4月1日，横河电机由横河電機製作所（1915）和北辰電機製作所（1918）合并而成，当时叫横河北辰電機株式会社，1986年改名横河電機株式会社。